# Андреа Конті
Андреа Конті (італ. Andrea Conti; нар. 2 березня 1994, Лекко, Італія) — італійський футболіст, правий захисник клубу «Сампдорія» та збірної Італії.

## Клубна кар'єра
Андреа Конті — вихованець клубу «Аталанта». Влітку 2013 року заради ігрової практики перейшов на правах оренди в «Перуджу». 30 серпня дебютував у матчі проти «Ночеріни». За підсумками сезону гравець допоміг команді піднятися у класі.
Наступний сезон гравець також провів у оренді, виступаючи за «Віртус Ланчано». Перший матч у Серії В гравець провів проти «Фрозіноне».
30 серпня 2015 року підписав новий контракт з «Аталантою» до 2019 року.
Гравець дебютував за клуб 2 грудня у кубковому матчі проти «Удінезе», але команда програла з рахунком 1:3. В Серії А гравець перший матч зіграв 6 січня 2016 року, також проти «Удінезе». 3 лютого забив свій перший гол за «Аталанту», у матчі проти «Верони». У сезоні 2016–17 гравець став основним захисником та провів 32 матчі, забивши 8 голів.

## Титули і досягнення
- Чемпіон Італії (1):

«Мілан»: 2021–22